# کریستین کامپسترینی
کریستین کامپسترینی (انگلیسی: Cristian Campestrini؛ زادهٔ ۱۶ ژوئن ۱۹۸۰) بازیکن فوتبال اهل آرژانتین است.
از باشگاه‌هایی که در آن بازی کرده‌است می‌توان به باشگاه فوتبال اتلتیکو تیگره، باشگاه فوتبال آرسنال ساراندی، باشگاه فوتبال روساریو سنترال، و باشگاه فوتبال اونیورسیداد ناسیونال اشاره کرد.
وی همچنین در تیم ملی فوتبال آرژانتین بازی کرده‌است.